# Grandjean de Montigny

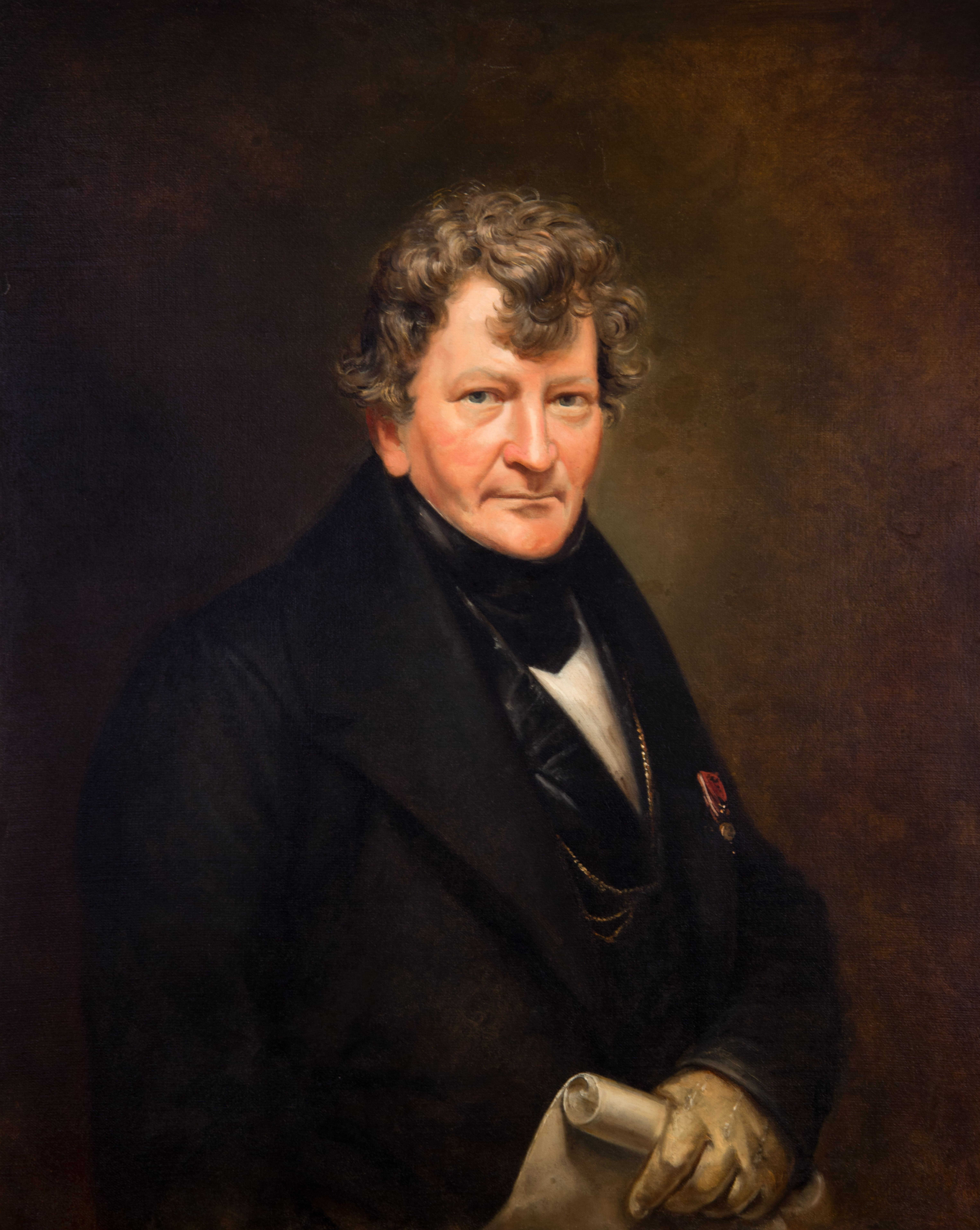
Augusto Müller: Grandjean de Montigny

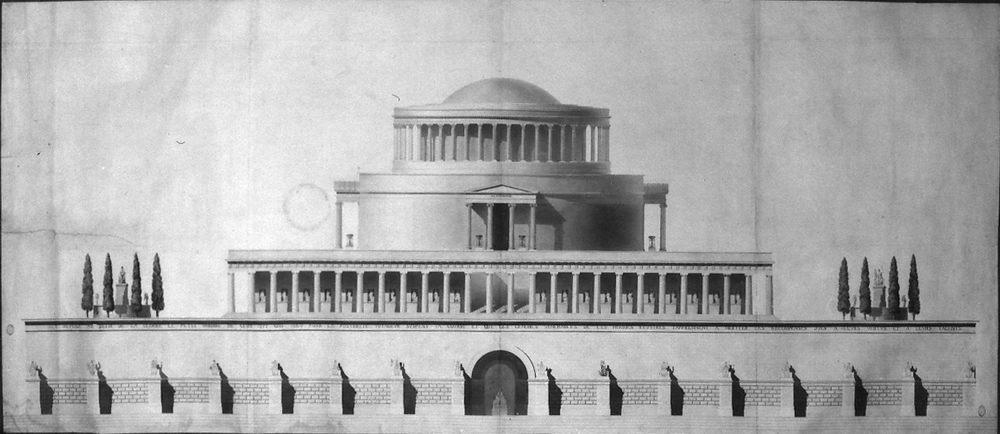
Friedhof von 500 Metern (1799)

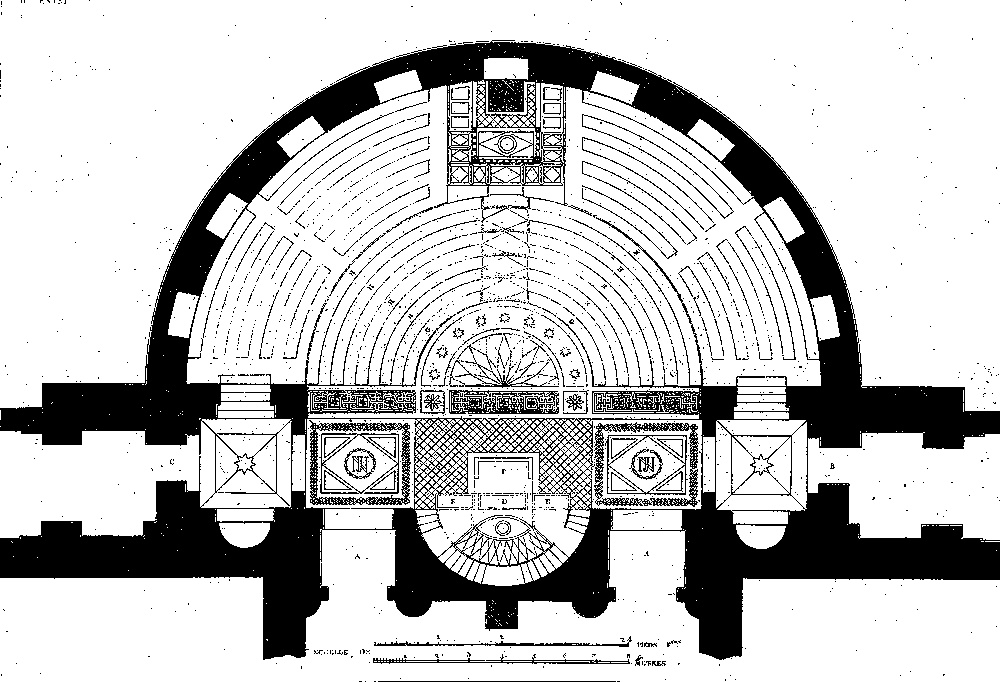
Grundriss Ständesaal im Fridericianum Kassel (1810)

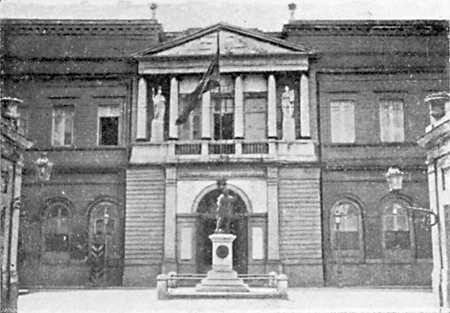
Kaiserliche Akademie in Rio de Janeiro (Foto von 1906)

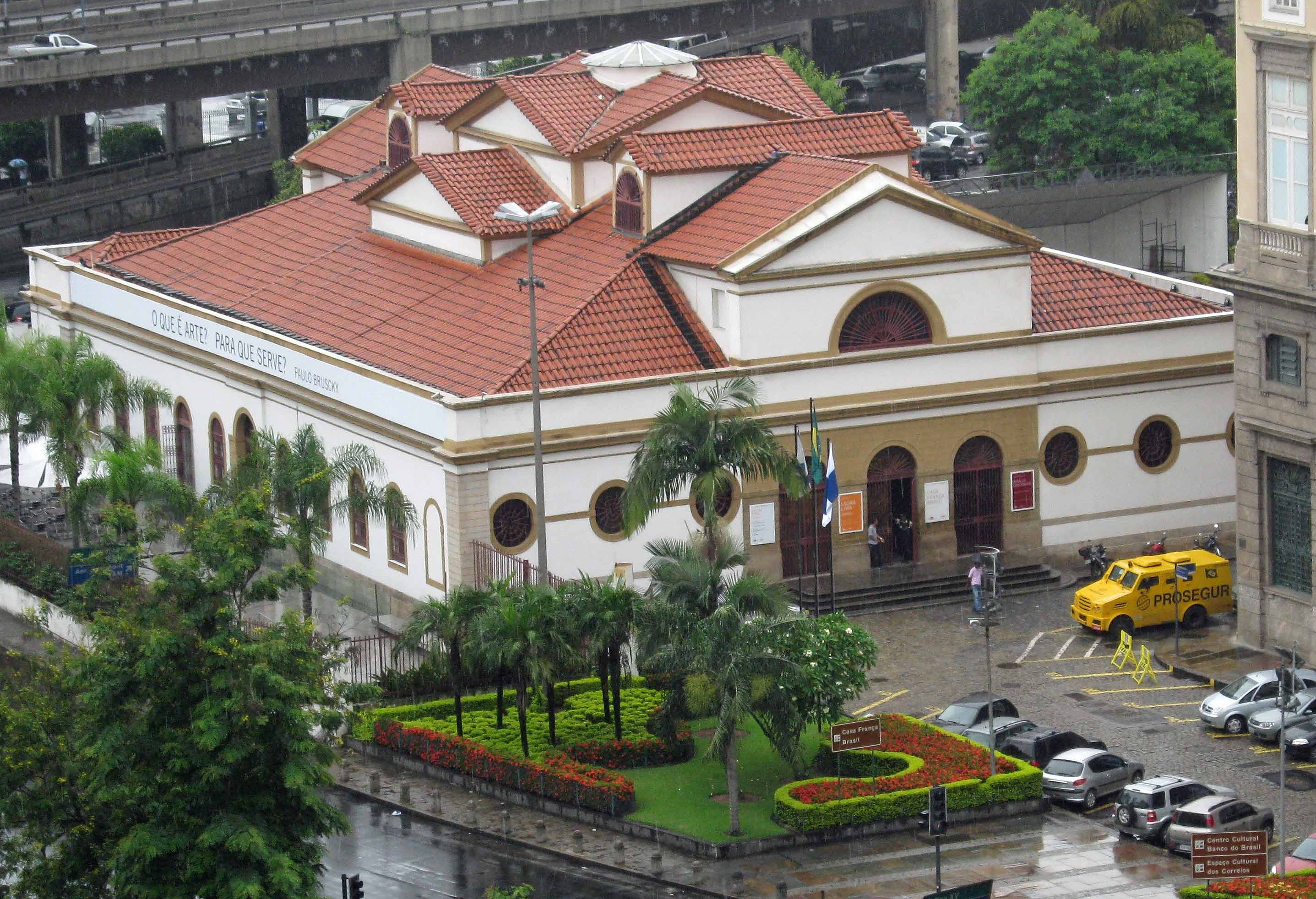
Ehemalige Börse in Rio de Janeiro, heute Casa França-Brasil (Foto von 2011)

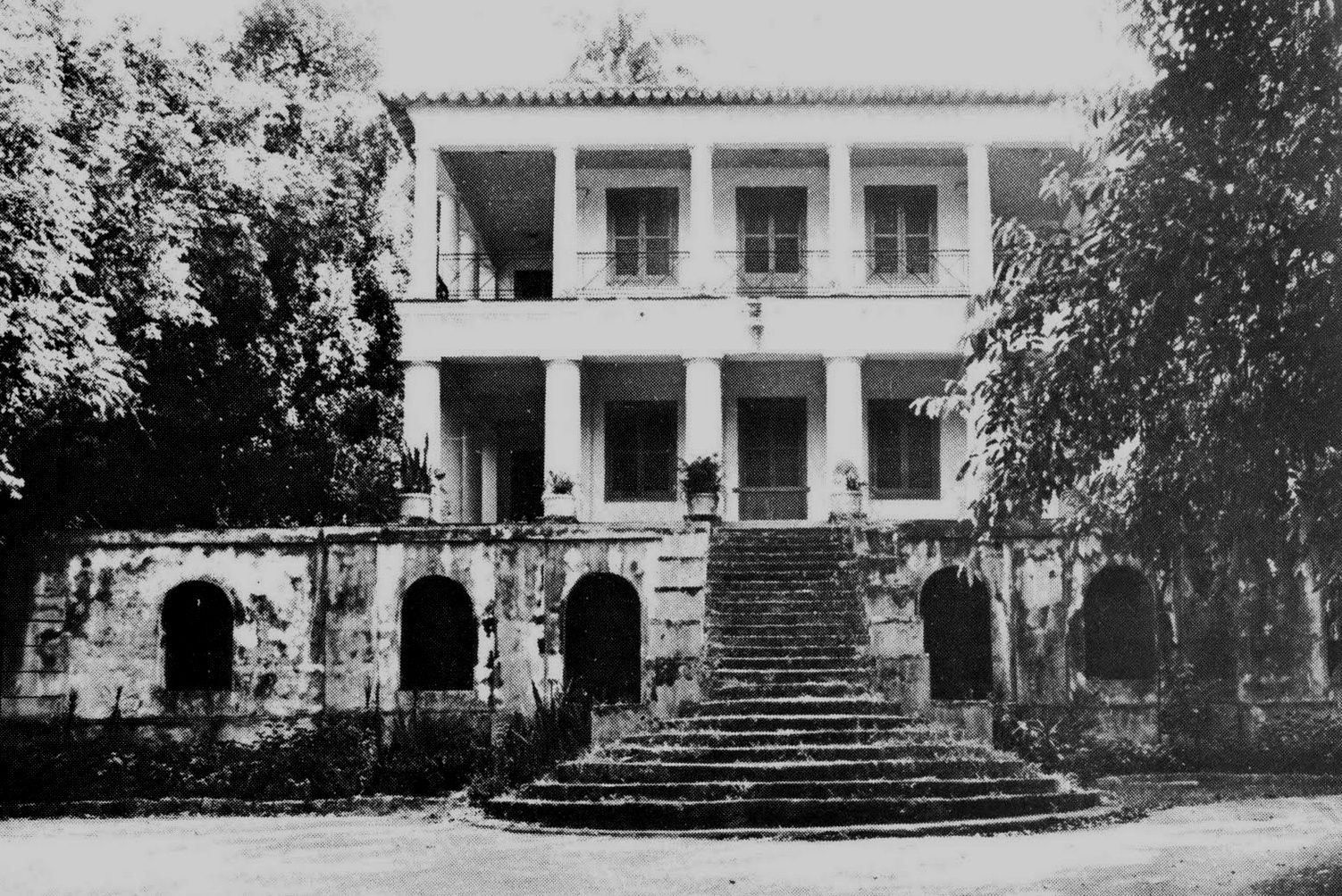
Villa in Gavea (Foto um 1900)

Auguste Henri Victor Grandjean de Montigny (* 15. Juli 1776 in Paris; † 2. März 1850 in Rio de Janeiro) war ein französischer Architekt und Stadtplaner des Klassizismus, der ab 1808 in Kassel und ab 1816 in Rio de Janeiro arbeitete und auch als Hochschullehrer großen Einfluss ausübte.

## Leben
Auguste Grandjean de Montigny wuchs in Paris auf und studierte dort Architektur bei Charles Percier und Pierre-François-Léonard Fontaine. 1799 gewann er mit seinem Entwurf eines Élysée ou cimetière de 500 mètres (Friedhof von 500 Metern) den renommierten Prix de Rome, der es ihm ermöglichte, vier Jahre lang in Rom die klassischen Monumente zu studieren. Danach kehrte er nach Frankreich zurück und arbeitete im Dienst Napoleon Bonapartes. 
1807 wurde er von Jérôme Bonaparte, der von seinem Bruder zum König von Westphalen gemacht worden war, als Premier architecte in dessen Hauptstadt Kassel berufen. Sein bedeutendster Auftrag dort wurde, nachdem das Stadtschloss 1811 ausgebrannt war, die Umgestaltung und Erweiterung des Schlosses Bellevue als Residenz für Jérôme. Ferner wurde das Museum Fridericianum nach seinen Plänen zum „Palast der Stände“ umgebaut und damit zum ersten deutschen Parlamentsgebäude. Weitere Projekte zum Ausbau Kassels wurden nicht mehr realisiert, da das Königreich Westphalen bereit 1813 zu bestehen aufhörte. Dennoch übte Grandjean weiterhin starken Einfluss auf die Kasseler Architekturentwicklung aus, insbesondere über seinen einstigen Mitarbeiter Johann Conrad Bromeis, der Grandjeans Empirestil auch als späterer Oberbaudirektor des Kurfürsten Wilhelm II. von Hessen-Kassel beibehielt und als Lehrer weitervermittelte.
1813 musste Grandjean nach der verlorenen Völkerschlacht bei Leipzig Kassel verlassen. Er kehrte nach Paris zurück, wo noch im gleichen Jahr sein erstes Stichwerk Recueil des plus beaux tombeaux exécutés en Italie pendant les XVe et XVIe siècles erschien (Sammlung der schönsten Gräber Italiens  des 15. und 16. Jahrhunderts). 1815 folgte ein mit Auguste Pierre Sainte Marie Famin erarbeitetes weiteres Werk: Architecture Toscane (Architektur der Toskana). 
Nach dem Ende der Herrschaft Napoleons verließ Grandjean auch Paris. Er schloss sich einer Gruppe von Künstlern an, die unter der Leitung von Joachim Lebreton auf Einladung der portugiesischen Regierung nach Rio de Janeiro emigrierte, wo sich 1808 der Hof des Königs Johann VI. von Portugal niedergelassen hatte. Am 26. März 1816 erreichte die als Französische Kunstmission in die Kunstgeschichte eingegangene Gruppe Rio de Janeiro. König Johann gründete daraufhin die „École Royale des Sciences, Arts et Métiers“ und beauftragte die Franzosen mit der Ausbildung einer neuen Generation von Künstlern und der Umsetzung von Projekten im Einklang mit den Regeln des damals aktuellen Klassizismus. Grandjean wurde die Verantwortung für den Studiengang Architektur übertragen. Er entwarf auch das Gebäude der neuen Schule, die im Jahre 1826 während der Herrschaft von Kaiser Peter I. als Academia Imperial e Escola das Belas Artes (Kaiserlichen Akademie und Schule der schönen Künste) eröffnet wurde. 
Im Auftrag Johanns VI. plante er ferner die noch heute erhaltene Börse auf der Praça do Comercio im Zentrum Rio de Janeiros, die bereits 1820 fertiggestellt wurde. Außen eher schlicht beinhaltet sie im Inneren einen großen, gewölbten Raum, der vom Stil der römischen Basilika inspiriert ist und eine Kuppel mit einer Lichtöffnung hat. Die Hauptachse ist von Galerien mit dorischen Säulen umgeben.
1820 legte er einen Plan zur städtebaulichen Neugestaltung des Zentrums von Rio de Janeiro vor. Darin plante er unter anderem eine monumentale Achse, die Seebrücke und Kaiserpalast verbinden sollte. Von diesem Projekt wurde jedoch wenig umgesetzt. 
Für sich selbst baute er 1826 in Gávea ein großes klassizistisches Haus mit zwei Etagen, das teilweise von Galerien mit dorischen Säulen umgeben ist. Der Zugang zum ersten Stock erfolgte über eine elegante Treppe. Der hintere Teil des Hauses hatte zwei ovale Zimmer. 
Zahlreiche Projekte Grandjeans wurden nie realisiert, wie z. B. seine Pläne für eine Kaiserliche Bibliothek (1841) und ein Senatsgebäude (1848). Die Zeichnungen werden heute im Nationalmuseum der Schönen Künste aufbewahrt. 
Obgleich er nicht sehr viel gebaut hatte, übte er als Lehrer großen Einfluss auf die Architekturentwicklung Brasiliens aus. Zu seinen dortigen Schülern gehörten die Brasilianer Jacinto Rebelo, Teodoro de Oliveira und die Portugiesen Joaquim Monteiro und José Francisco Bethencourt da Silva.  
Grandjean starb 1850 in Rio de Janeiro.

## Werke
- 1810 Umbau und Erweiterung Museum Fridericianums als „Palast der Stände“, Kassel
- 1811 Umbau und Erweiterung Palais Bellevue, Kassel (1943 zerstört)
- 1819–1820 Börse (heute „Casa França-Brasil“), Praça do Comércio, 66 rua Primeiro de Março, Rio de Janeiro
- 1820–1826 Kaiserliche Akademie und Schule der schönen Künste, Rio de Janeiro (1938 abgebrochen, Portikus in den Botanischen Garten versetzt)
- 1823–1826 Eigenes Wohnhaus, (heute Kulturzentrum der PUC), 225 de la rua Marquês de São Vicente, Gávea
- 1834–1841 Fischmarkt (Mercado do Peixe), auf dem Praça Quinze de Novembro in Rio de Janeiro (abgebrochen 1903)
- 1844 Brunnen zum Gedenken an die Ankunft der Kaiserin Teresa Cristina (abgebrochen ca. 1940)
- 1846 Villa Luzinha, Rio de Janeiro
- 1846 Brunnen für die São Clemente Straße, Rio de Janeiro (heute versetzt auf den Rocio Pequeno, Praça Antônio Virzeu)

## Unausgeführte Projekte

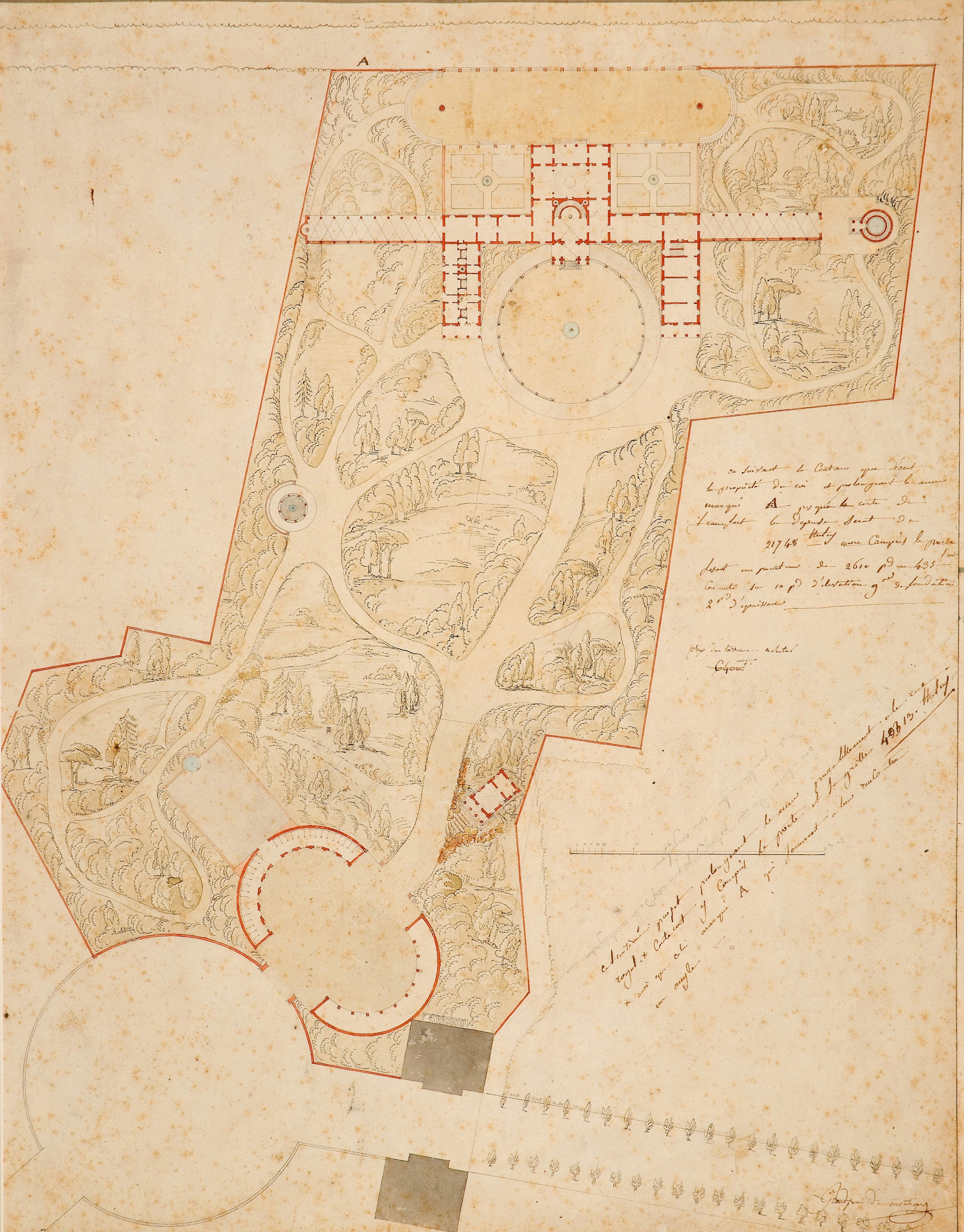
Plan der Residenz und des Gartens für den König von Westphalen, Jérôme Bonaparte

- 1799 Verschönerungsprojekt für die Champs-Élysées, Paris
- 1801 Projekt für den Übergang vom Louvre zum Tuilerienpalast, Paris
- 1801 Waisenhaus in Italien
- 1808 Casino in Kassel
- 1808 Residenzschloss und Garten für König Jérôme, Kassel
- 1816 Römischer Triumphbogen
- 1820 Plan zur städtebauliche Neugestaltung des Zentrums von Rio de Janeiro
- 1825–1826 Projekt eines neuen Kaiserpalastes („Palácio Imperial“) in Rio de Janeiro
- 1827 Umgestaltung des „Campo de Santana“ (heute „Praça da República“), Rio de Janeiro
- 1831 Monument für den „Campo da Honra“ zur Erinnerung an den 7. April 1831, Rio de Janeiro
- 1841 Kaiserliche Bibliothek, Rio de Janeiro
- 1841 Umbau des São-Joaquim-Seminars zur „Hochschule Pedro II.“, Rio de Janeiro
- 1848 Kaiserliches Senatspalast („Paço do Senado“), Rio de Janeiro

## Veröffentlichungen
- Recueil des plus beaux Tombeaux exécutés en Italie pendant les XVe et XVIe siècles, Paris 1813
- Architecture de la Toscane, Paris 1815